# Mleko v prahu
Mleko v prahu je izdelek, ki ga dobimo z odstranjevanjem vode iz mleka. Vsebuje le nekaj % vode in je zato pri sobni temperaturi dalj časa obstojno. Sušimo lahko posneto in polnomastno mleko. 
Za sušenje mleka uporabljamo dva postopka:
 
- sušenje na  vročih valjih (30 % suhe snovi)

- spray sušenje z vročim zrakom (45-55 % suhe snovi)
Mleko proizvedeno z valjčnim postopkom se slabše topi kot tisto proizvedeno s spray postopkom. Najboljše topen je mlečni prah pridobljen z instant postopkom. Če je tako mleko polnjeno v pločevinke pod inertnim plinom, je obstojno 10 let. 
Posneto mleko ima rok trajanja okoli 2 leti, medtem ko se polnomastno mleko lahko skladišči samo 6 mesecev zaradi občutljivosti maščobe na oksidacijo.